# IR-Klasse YD
Bei der Baureihe YD der Indian Railways und anderer früherer indischer Eisenbahngesellschaften handelt es sich um Schlepptenderlokomotiven mit der Achsfolge 1'D1' (Mikado) für die Meterspur, gebaut nach dem Indian Railway Standard (IRS).

## Geschichte
Anfang 1927 baute Vulcan Foundry für die Assam Bengal Railway zehn Güterzuglokomotiven mit der Achsfolge 1’D1’. Diese hatten anfangs keine eigene Baureihenbezeichnung, wurden aber im Nachhinein als Baureihe YD/1 bezeichnet, da die ab Mitte 1927 in großer Stückzahl für viele indische Eisenbahngesellschaften gebauten Maschinen der Baureihe YD eine Weiterentwicklung der ersten zehn Maschinen waren. Die YD/1 waren etwas kleiner und hatten dreiachsige Tender, im Gegensatz dazu hatten die YD-Lokomotiven Tender mit zweiachsigen Drehgestellen.
Zwischen 1927 und 1953 entstanden mindestens 270 Exemplare bei acht verschiedenen Lokomotivfabriken in Deutschland, Großbritannien, Indien, Japan und der Tschechoslowakei.

### Indien
Bei der Einführung eines neuen Nummernsystems bei den Indian Railways im März 1957 existierten noch 143 Exemplare innerhalb Indiens. Sie bekamen die Nummern 30154–30296. Die zehn Lokomotiven der Baureihe YD/1 die Nummern 30297–30306. 1975 waren noch insgesamt 133 Lokomotiven bei drei regionalen Gesellschaften im Einsatz. 71 davon bei der South Central Railway, 45 bei der Western Railway (inklusive der zehn YD/1) und 17 bei der Southern Railway. Bis in die 1990er Jahre hinein waren einige der Maschinen auf dem meterspurigen Netz Indiens im Einsatz.

### Pakistan
Im Zuge der Unabhängigkeit und Teilung Indiens und der damit verbundenen Entstehung mehrerer unabhängiger Staaten, kamen etliche Exemplare zusammen mit den neu aufgeteilten Eisenbahngesellschaften zu den Pakistan Railways. Diese ließen 1952 bei Nippon Sharyo in Japan 25 weitgehend identische ölgefeuerte Exemplare bauen, die auch vor Personenzügen eingesetzt wurden. 1974 bei der Abspaltung von Ostpakistan als Bangladesch wurden erneut Maschinen zwischen den beiden Ländern transferiert. Auch in Pakistan waren viele bis zum Ende der Dampftraktion im Einsatz.

### Myanmar
Burma, das heutige Myanmar, gehörte bis 1937 zu Britisch-Indien und die Burma Railways waren unter der Kontrolle der Indian Railways, sodass hier ebenfalls diese Baureihe weit verbreitet war. Nachdem Burma eine eigenständige Kronkolonie wurde und die Burma Railways unter Kontrolle der neuen Regierung kamen, wurden die Maschinen übernommen und 1949 sogar 20 weitere Exemplare bestellt. Hier hielt sich diese Baureihe am längsten. 2014 waren noch mehrere Exemplare im Einsatz.

## Technik
Der Kessel dieser Baureihe hatte den gleichen Durchmesser wie bei der Baureihe YC, war aber etwas kürzer und entsprechend die Feuerbüchse deutlich kleiner. In Verbindung mit der Achsanordnung konnte so die gleiche Radsatzfahrmasse von 10,2 t wie bei den 2’C1’-Maschinen der Baureihe YB erreicht werden. Ursprünglich waren auch Lokomotiven mit einer Radsatzfahrmasse von 12,2 t geplant. Diese mit YE bezeichnete Baureihe wurde aber nie gebaut. 
Nicht nur die ersten zehn Maschinen, die als YD/1 bezeichnet wurden, wiesen Unterschiede auf, es gab teilweise auch andere Unterschiede in der Fertigung. Die 1933 und 1934 in Indien hergestellten Lokomotiven hatten Tellerventile. Die beiden für die Gondal State Railway gebauten Maschinen hatten ursprünglich keine Überhitzer, diese wurden erst 1951 nachgerüstet. Die in Japan für Pakistan gebauten Maschinen waren ölgefeuert.

## Liste
Die Liste ist eventuell nicht vollständig. In der Fachliteratur gibt es teilweise widersprüchliche Angaben wie viele Maschinen genau gebaut bzw. ausgeliefert wurden und bei welcher Eisenbahngesellschaft sie anfangs zum Einsatz kamen.
| Hersteller                                    | Baujahr | Anzahl | Werks- nummern | Eisenbahngesellschaft                    | Betriebsnummern         |
| --------------------------------------------- | ------- | ------ | -------------- | ---------------------------------------- | ----------------------- |
| Vulcan Foundry                                | 1927    | 10     | 4081–4090      | Assam Bengal Railway                     | 201–210 (YD/1)          |
| Vulcan Foundry                                | 1927    | 5      | 4164–4168      | Assam Bengal Railway                     | 211–215                 |
| Nasmyth, Wilson and Company                   | 1927    | 2      | 1505–1506      | Bombay, Baroda and Central India Railway | 283, 324                |
| Nasmyth, Wilson and Company                   | 1927    | 2      | 1507–1508      | Madras and Southern Mahratta Railway     | 430–431                 |
| Nasmyth, Wilson and Company                   | 1927    | 7      | 1509–1515      | Burma Railways                           | 427–433                 |
| Škoda                                         | 1928    | 17     | 494–510        | Madras and Southern Mahratta Railway     | 448–449, 481, 600–613   |
| Vulcan Foundry                                | 1928    | 7      | 4226–4232      | Burma Railways                           | 434–440                 |
| Vulcan Foundry                                | 1928    | 16     | 4233–4248      | Madras and Southern Mahratta Railway     | 432–447                 |
| Vulcan Foundry                                | 1928    | 1      | 4249           | Mysore State Railway                     | 131                     |
| Vulcan Foundry                                | 1928    | 10     | 4250–4259      | South Indian Railway                     | YD 1–10                 |
| Vulcan Foundry                                | 1929    | 4      | 4399–4402      | Assam Bengal Railway                     | n.n.                    |
| Vulcan Foundry                                | 1929    | 10     | 4403–4412      | Nizam’s Guaranteed State Railway         | 220–229                 |
| Nasmyth, Wilson and Company                   | 1929    | 1      | 1562           | Gondal State Railway                     | 1                       |
| Schweizerische Lokomotiv- und Maschinenfabrik | 1929    | 18     | 3261–3278      | Burma Railways                           | 441–458                 |
| Schweizerische Lokomotiv- und Maschinenfabrik | 1929    | 5      | 3279–3283      | Bombay, Baroda and Central India Railway | 125, 181, 345, 915, 916 |
| Schweizerische Lokomotiv- und Maschinenfabrik | 1929    | 4      | 3284–3287      | South Indian Railway                     | YD 11–14                |
| Henschel & Sohn                               | 1929    | 29     | 21544–72       | Burma Railways                           | n.n.                    |
| AEG-Borsig                                    | 1930    | 1      | 4447           | Gondal State Railway                     | 2                       |
| AEG-Borsig                                    | 1931    | 4      | 4573–4576      | Madras and Southern Mahratta Railway     | 482, 616–618            |
| AEG-Borsig                                    | 1931    | 6      | 4577–4582      | South Indian Railway                     | YD 15–20                |
| AEG-Borsig                                    | 1931    | 2      | 4583–4584      | Madras and Southern Mahratta Railway     | 614–615                 |
| Eigene Werkstätten der BB&CI                  | 1931    | 15     | n.n.           | Bombay, Baroda and Central India Railway | 142–156                 |
| Eigene Werkstätten der BB&CI                  | 1932    | 2      | n.n.           | Bombay, Baroda and Central India Railway | n.n.                    |
| Eigene Werkstätten der BB&CI                  | 1932    | 8      | n.n.           | Mysore State Railway                     | 134–141                 |
| Eigene Werkstätten der BB&CI                  | 1933/34 | 15     | n.n.           | Bombay, Baroda and Central India Railway | 357–371                 |
| Vulcan Foundry                                | 1948    | 5      | 5660–5664      | Nizam’s Guaranteed State Railway         | 206–210                 |
| Vulcan Foundry                                | 1949    | 10     | 5705–5714      | Mysore State Railway                     | 142–151                 |
| Vulcan Foundry                                | 1949    | 20     | 5715–5734      | Burma Railways                           | 956–975                 |
| Vulcan Foundry                                | 1949    | 9      | 5735–5743      | Nizam’s Guaranteed State Railway         | 211–219                 |
| Nippon Sharyo                                 | 1952/53 | 25     | n.n.           | Pakistan Railways                        | n.n.                    |

1. ↑  Anmerkung: Diese Liste basiert, soweit nicht anders vermerkt, auf der unter Literatur angegebenen Quelle und den Produktionslisten der AEG-Borsig, SLM und Vulcan Foundry.

## Lokomotiven von Bagnall
1942 wurden zwei von W. G. Bagnall für die brasilianische Companhia Ferroviária São Paulo-Paraná gebaute Lokomotiven, die den YD sehr ähnlich waren, vom britischen Kriegsministerium beschlagnahmt und 1943 nach Indien transportiert. Nach dem Krieg kam je eine zur Mysore State Railway und zur Jodhpur State Railway. Später wurden die Lokomotiven von den Indian Railways ebenfalls als Baureihe YD eingeordnet, obwohl sie deutliche Unterschiede aufwiesen. Abgesehen vom äußeren Erscheinungsbild hatten sie größere Feuerbüchsen und größere Zylinder. Beide waren 1975 noch bei der South Central Railway im Einsatz.

## Erhaltene Lokomotiven
Etliche Exemplare sind erhalten geblieben und stehen heute in verschiedenen Eisenbahnmuseen in Indien, Bangladesh, Myanmar und Pakistan.

## Galerie

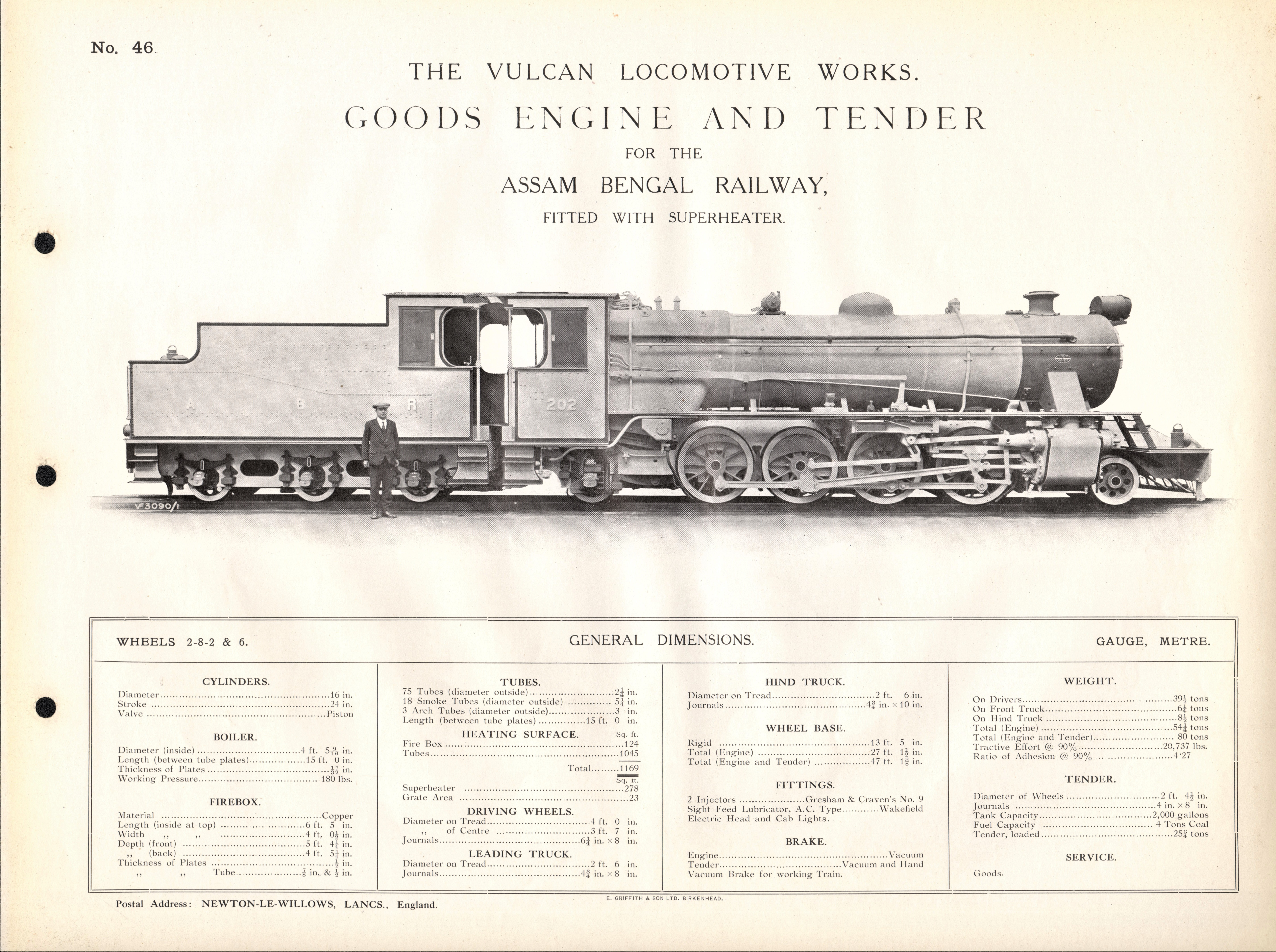
Datenblatt von Vulcan Foundry zur Baureihe YD/1
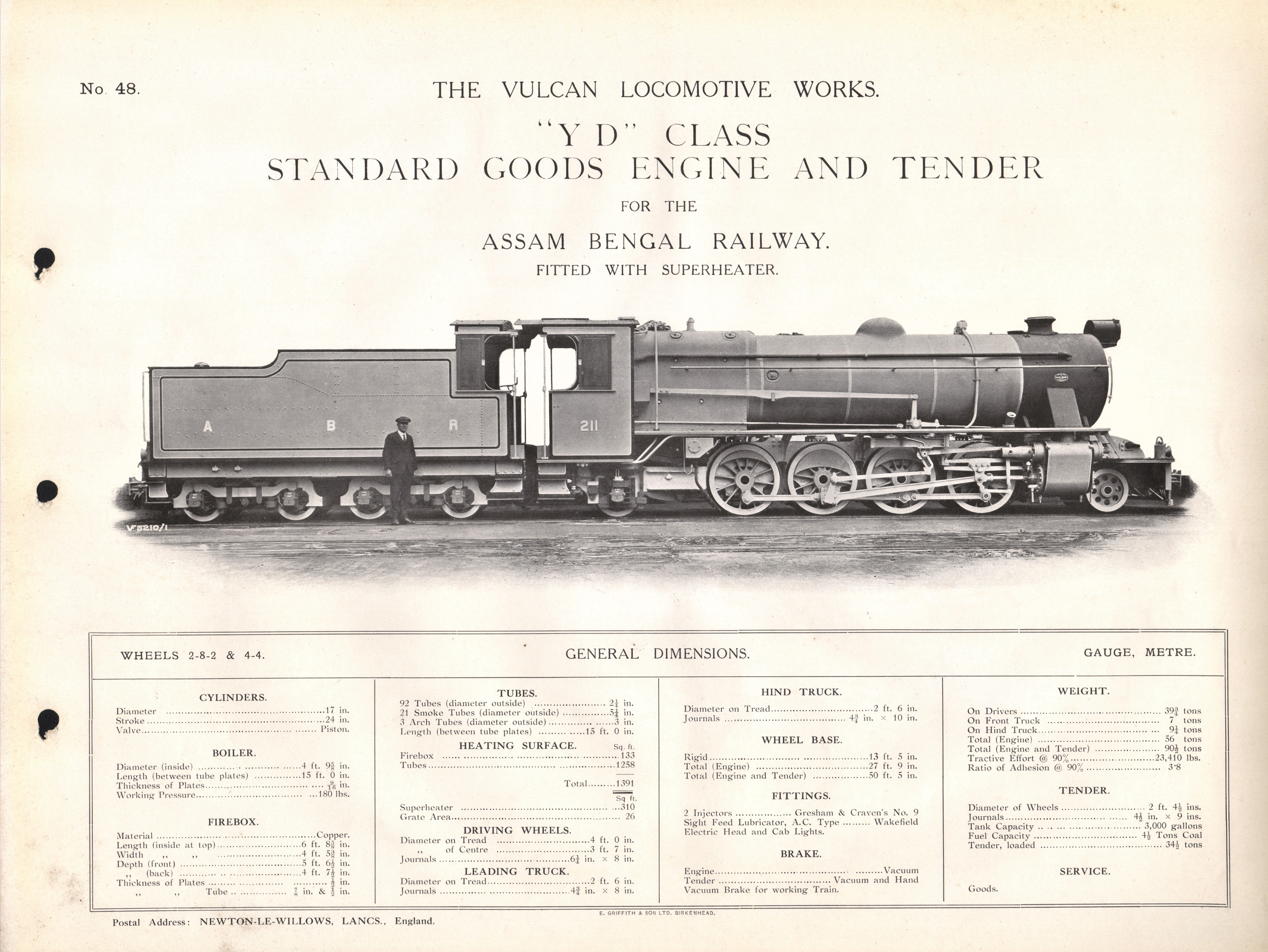
Datenblatt von Vulcan Foundry zur Baureihe YD
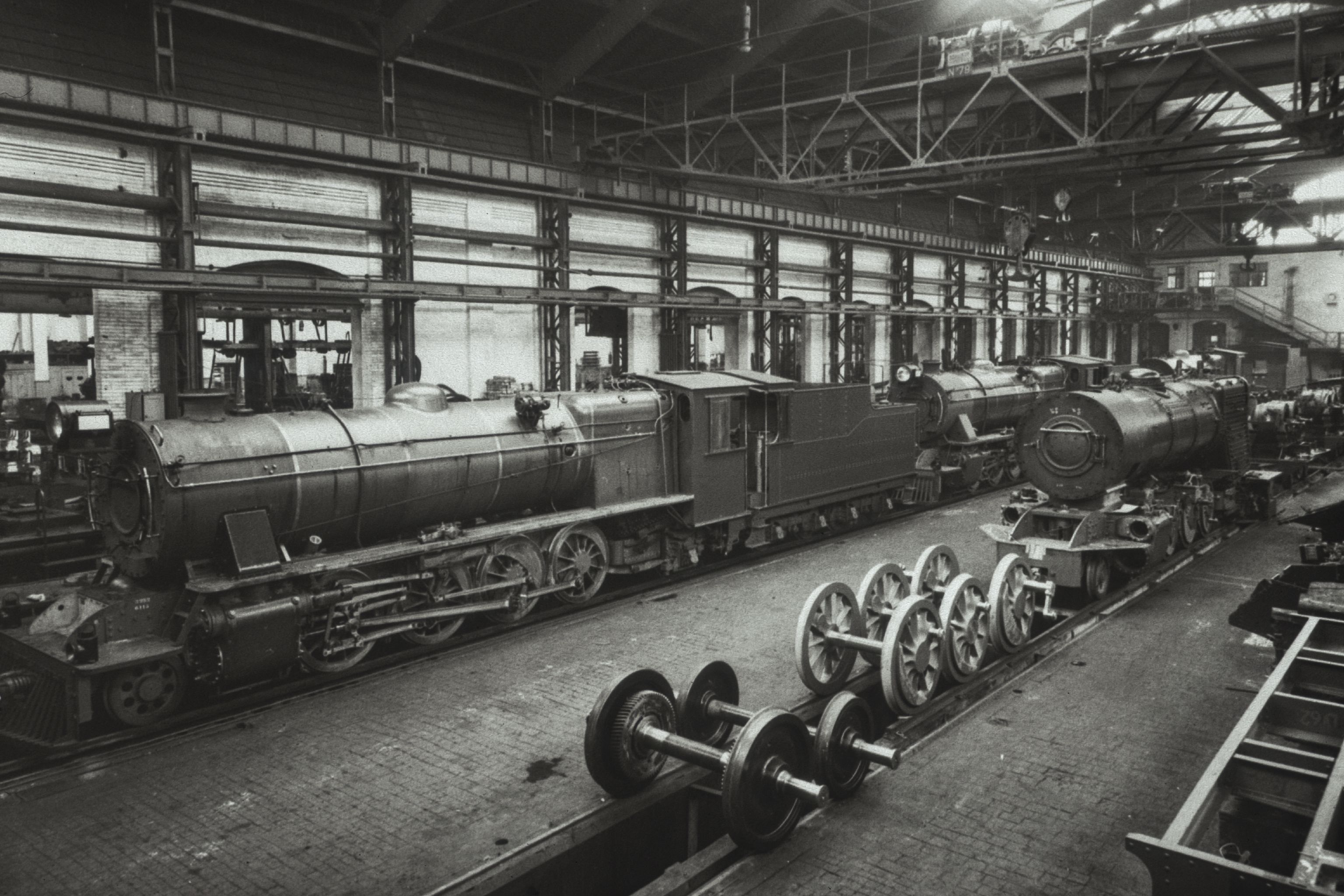
Im Bau befindliche Maschinen bei Schweizerischen Lokomotiv- und Maschinenfabrik 1929
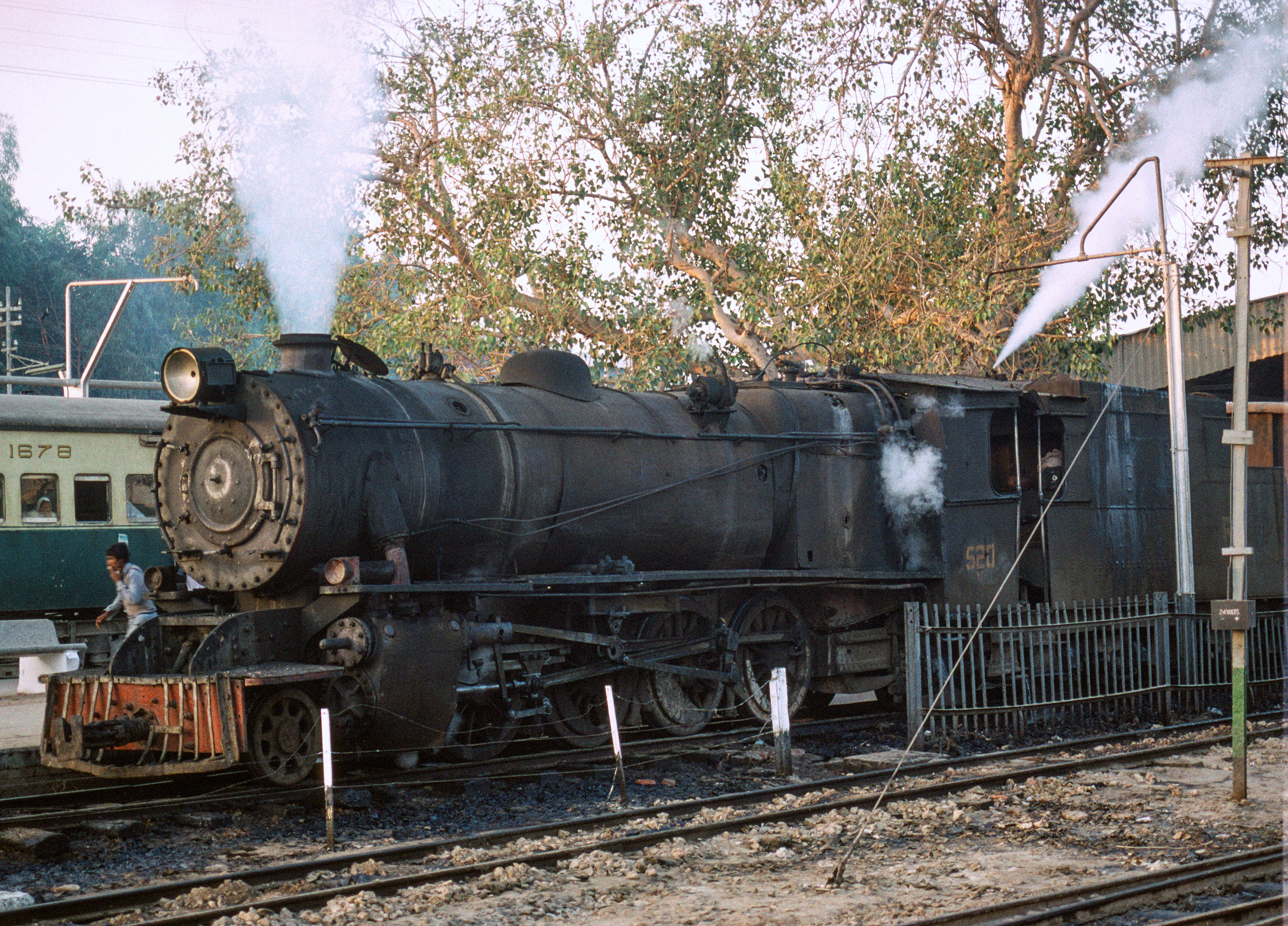
Eine 1932 in Indien gebaute Maschine im Einsatz in Pakistan 1993
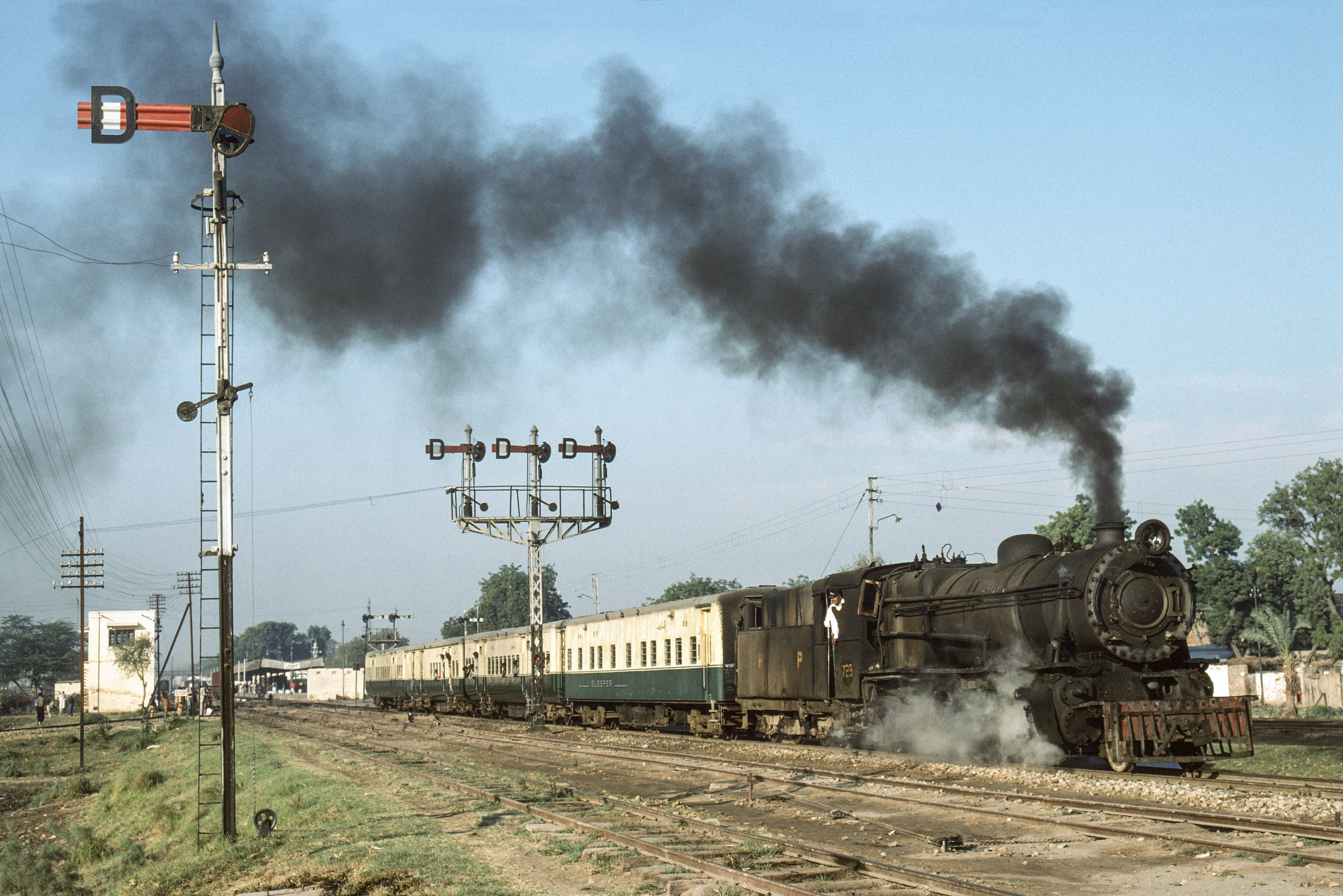
Eine in Japan gebaute YD vor einem Personenzug 1993